# Luske
Luske er en forbryder i Andeby i Anders And-tegneserierne. I historierne arbejder han ofte sammen med Sorteper og det er oftest deres fælles fjende Mickey Mouse som ødelægger deres planer.
| Taleboble | Spire Denne tegneserieartikel er en spire som bør udbygges. Du er velkommen til at hjælpe Wikipedia ved at udvide den. |